# Tebbs Lloyd Johnson
Terence Lloyd Johnson, detto Tebbs Lloyd (Melton Mowbray, 7 aprile 1900 – Coventry, 26 dicembre 1984), è stato un marciatore britannico.

## Palmarès
- Giochi olimpici

Londra 1948: bronzo nella marcia 50 km.